# 云雾忍冬
云雾忍冬（学名：Lonicera nubium）为忍冬科忍冬属的植物，为中国的特有植物。分布在中国大陆的湖南、广西、贵州、四川、东西等地，生长于海拔750米至1,200米的地区，多生在山坡灌丛以及山谷疏林中，目前尚未由人工引种栽培。

## 别名
湖广忍冬（拉汉种子植物名称）